# Durfort-et-Saint-Martin-de-Sossenac
Durfort-et-Saint-Martin-de-Sossenac è un comune francese di 720 abitanti situato nel dipartimento del Gard, nella regione dell'Occitania.
Il comune attuale è il frutto della fusione, avvenuta nel 1862, dei due comuni limitrofi di Durfort e di Saint-Martin-de-Sossenac.

## Società

### Evoluzione demografica
Abitanti censiti